# Clementine (rumsonde)
 For alternative betydninger, se Clementine. (Se også artikler, som begynder med Clementine)
Clementine var en amerikansk rumsonde, der var et samarbejde mellem NASA og Ballistic Missile Defense Organization (BMDO). Clementine blev opsendt i 1994 af et ombygget Titanraket. Målet med missionen var at teste materiel og foretage videnskabelige observationer af Månen samt nærjords-asteroiden 1620 Geographos. 
Observationerne af asteroiden blev opgivet grundet tekniske problemer, men observationer af Månen blev gennemført. Det mest opsigtsvækkende resultat heraf blev offentliggjort 5. marts 1998 af NASA. De gik ud på, at data fra missionen indikerer, at der er vand på Månen – så meget vand, at det kan danne grundlag for en koloni for mennesker samt en produktion af raketbrændstof. 

## Etymologi
Rumsonden er opkaldt efter balladen "Oh My Darling, Clementine" (1884).
| Astronomi | Spire Denne artikel om astronomi er en spire som bør udbygges. Du er velkommen til at hjælpe Wikipedia ved at udvide den. |

- Wikimedia Commons har flere filer relateret til Clementine (rumsonde)